# Stephan Barea
Stephan Barea (Levittown, 22 maggio 1991) è un ex calciatore statunitense naturalizzato portoricano, di ruolo centrocampista.

## Carriera

### Club
Barea ha iniziato a giocare all'Università Hofstra con gli Hofstra Pride. Nel 2010 si è trasferito ai Long Island Rough Riders, squadra con sede a New York, militante nell'United Soccer Leagues Premier Development League.

### Nazionale
Ha debuttato con la nazionale portoricana nel 2011.